# 霍盧比夫卡 (北頓涅茨克區)
49°13′41″N 38°27′15″E / 49.22806°N 38.45417°E

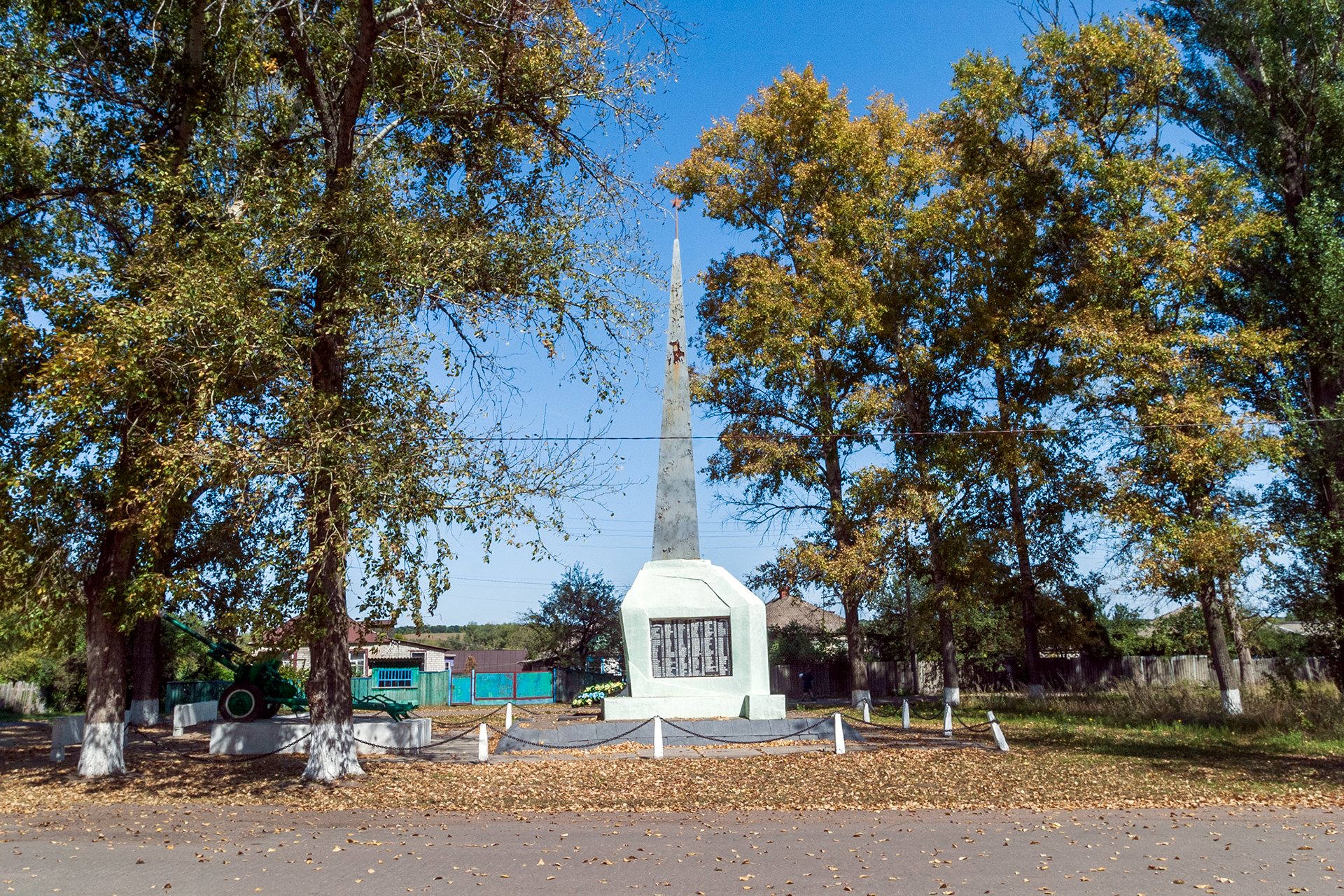
霍盧比夫卡

霍盧比夫卡（烏克蘭語：Голубівка）是位於烏克蘭東部的村莊，由盧甘斯克州北頓涅茨克區的魯比日內市鎮負責管轄。該村始建於1866年，面積1.49平方公里，海拔高度86米，2001年人口462，人口密度每平方公里310.1人。